# Konstantinos Stavropoulos
Konstantinos Stavropoulos (* 7. Februar 1975 in Mesolongi) ist ein ehemaliger griechischer Basketballspieler.

## Werdegang
Stavropoulos ging aus seinem Heimatland in die Vereinigten Staaten und spielte dort bis 1997 für das Wabash Valley College in Mount Carmel (Bundesstaat Illinois), 1997/98 dann an der University of Illinois at Chicago (28 Einsätze: 9,2 Punkte, 4,5 Rebounds, 1,8 Vorlagen/Spiel).
In Folge seiner Griechenland-Rückkehr war der 1,96 Meter große Flügelspieler Mitglied von GS Peristeri und Papagou Athen. Hernach ging Stavropoulos wieder ins Ausland, spielte 2000/01 beim französischen Zweitligisten Chorale Roanne Basket und verzeichnete dort mit 15,6 Punkten sowie 5 Rebounds je Begegnung überzeugende Werte. Im Spieljahr 2001/02 stand er in derselben Liga zeitweilig bei GET Vosges in Épinal unter Vertrag, wechselte dann Mitte der Saison zum deutschen Zweitligisten TSV Quakenbrück.
Mit den Niedersachsen legte er 2002/03 eine niederlagenlose Saison hin und stieg an der Seite von Michael-Hakim Jordan und Johnny McNeil sowie unter der Leitung des Trainergespanns Chris Fleming/Ritz Ingram in die Basketball-Bundesliga auf. Stavropoulos war im Meisterspieljahr mit 14,7 Punkten je Begegnung zweitbester Korbschütze der Quakenbrücker hinter Jordan. Nach dem Aufstieg bestritt Stavropoulos bis 2005 62 Bundesliga-Spiele für die Mannschaft, die mittlerweile in Artland Dragons umbenannt worden war. 2003/04 kam der treffsichere Schütze auf 10,4 Punkte je Begegnung, 2004/05 waren es 7 pro Spiel. Er erreichte mit Quakenbrück im Mai 2005 das Bundesliga-Viertelfinale.
2005/06 spielte er beim BBC Boncourt in der Schweizer Nationalliga und im europäischen Wettbewerb EuroCup Challenge. Der Grieche ging zur Saison 2006/07 in sein Heimatland zurück, stand in Diensten von Apollon Patras.
Im Februar 2008 spielte er kurzzeitig in Tschechien bei BK Pardubice unter Trainer Ivan Vojtko, nachdem er im vorherigen Verlauf der Saison 2007/08 vereinslos gewesen war. Im März 2008 schloss er sich dem deutschen Zweitligisten ETB Schwarz-Weiß Essen an. In der Saison 2008/09 verstärkte Stavropoulos in seinem Heimatland den Zweitligisten Keravnos Aigio.